# Călmățuiu de Sus
Călmățuiu de Sus est une commune du județ de Teleorman en Roumanie.